# تیونک، آلاسکا
تیونک (به انگلیسی: Tyonek) شهری در بخش شبه‌جزیره کنای ایالت آلاسکا است که جمعیت آن در سرشماری سال ۲۰۰۰ میلادی ۱۹۳ نفر بوده‌است.